# Pec (district de Domažlice)
Pour les articles homonymes, voir Pec.
Pec (en allemand : Hochofen) est une commune du district de Domažlice, dans la région de Plzeň, en République tchèque. Sa population s'élevait à 226 habitants en 2017.

## Géographie
Pec se trouve à 9 km au sud-ouest de Domažlice, à 55 km au sud-ouest de Plzeň et à 138 km au sud-ouest de Prague.
La commune est limitée par Chodov au nord, par Újezd et Babylon à l'est, et par Česká Kubice au sud et à l'ouest.

## Histoire
La première mention écrite de la localité date de 1652.

## Galerie

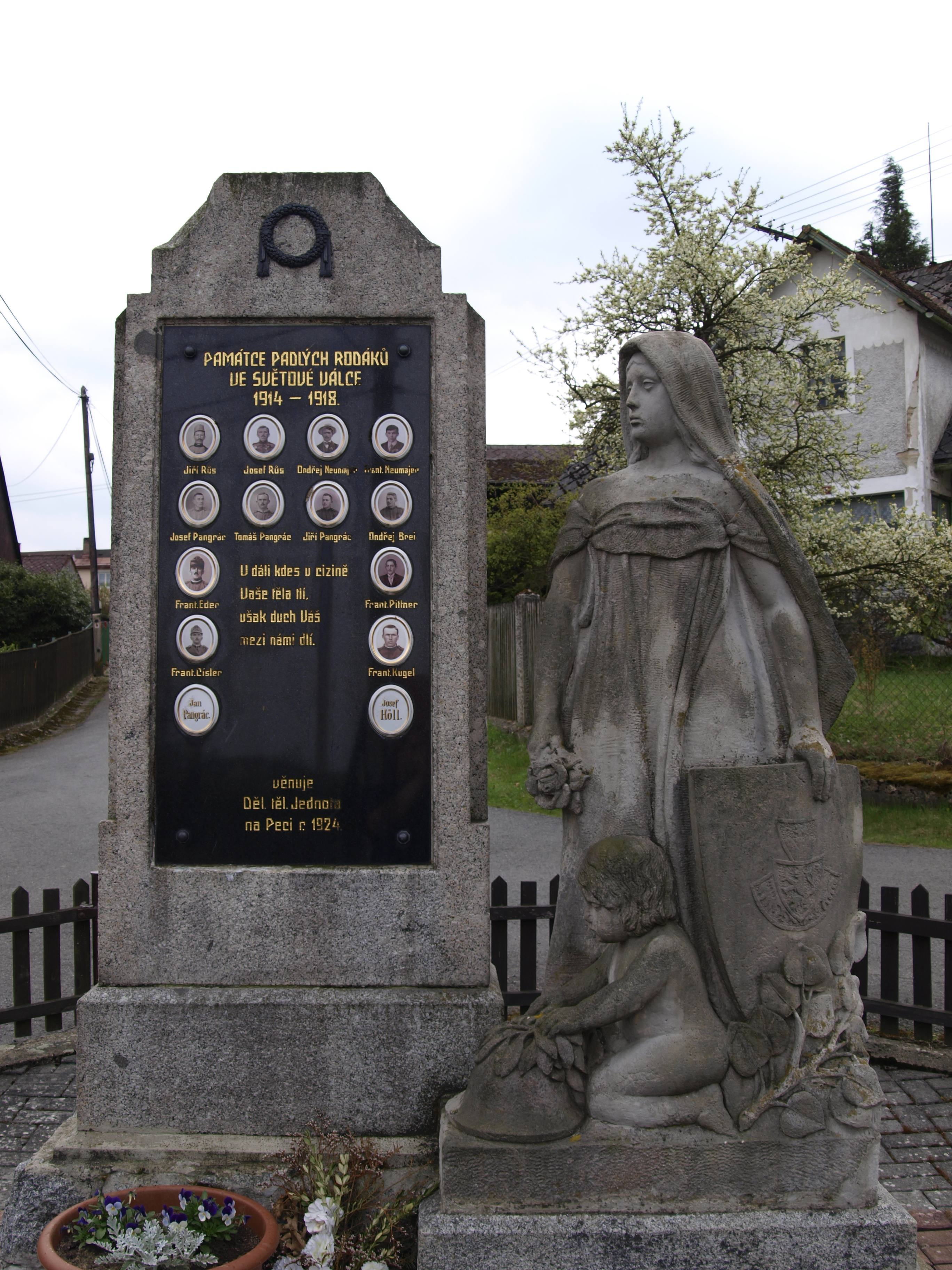
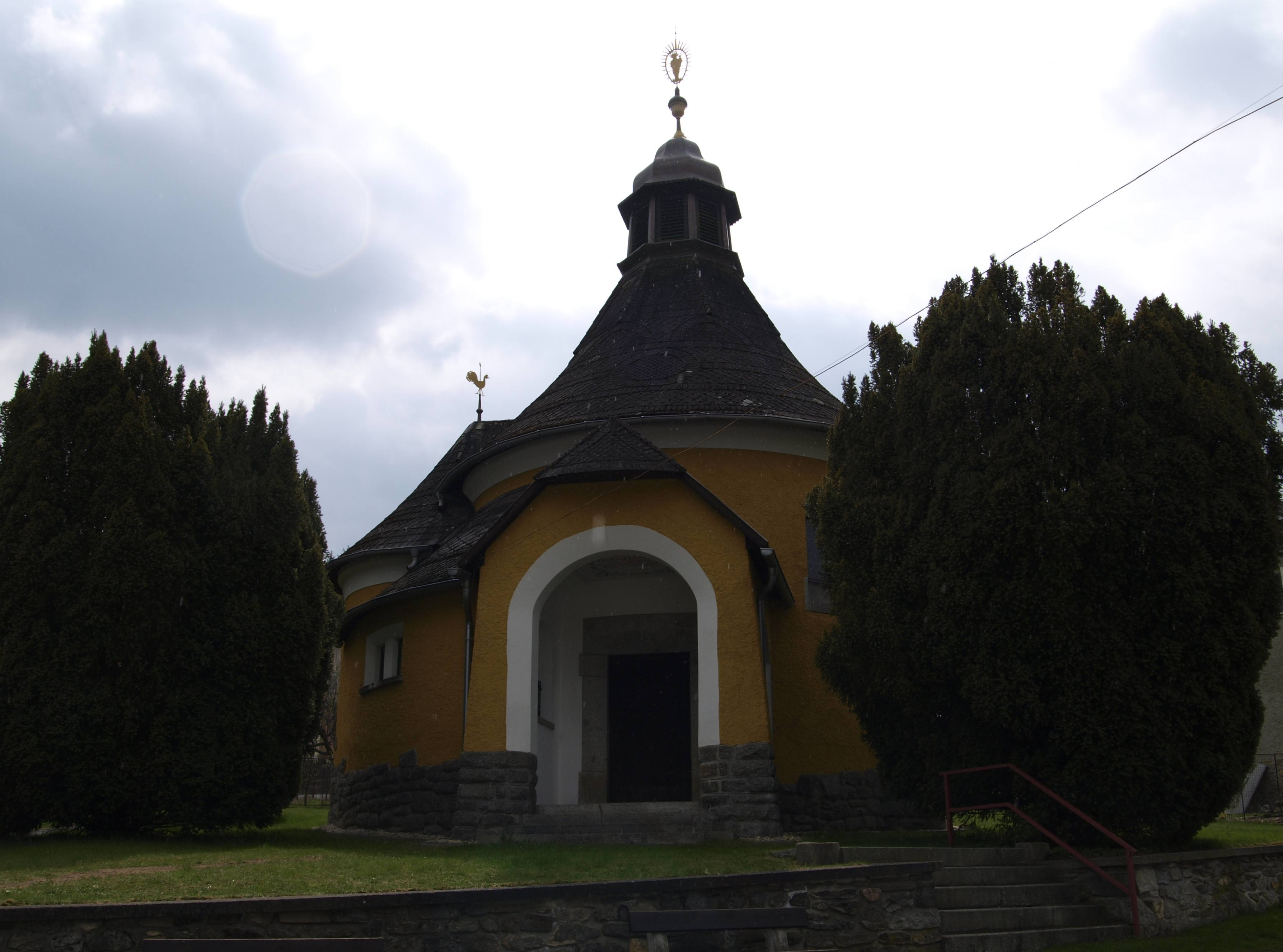
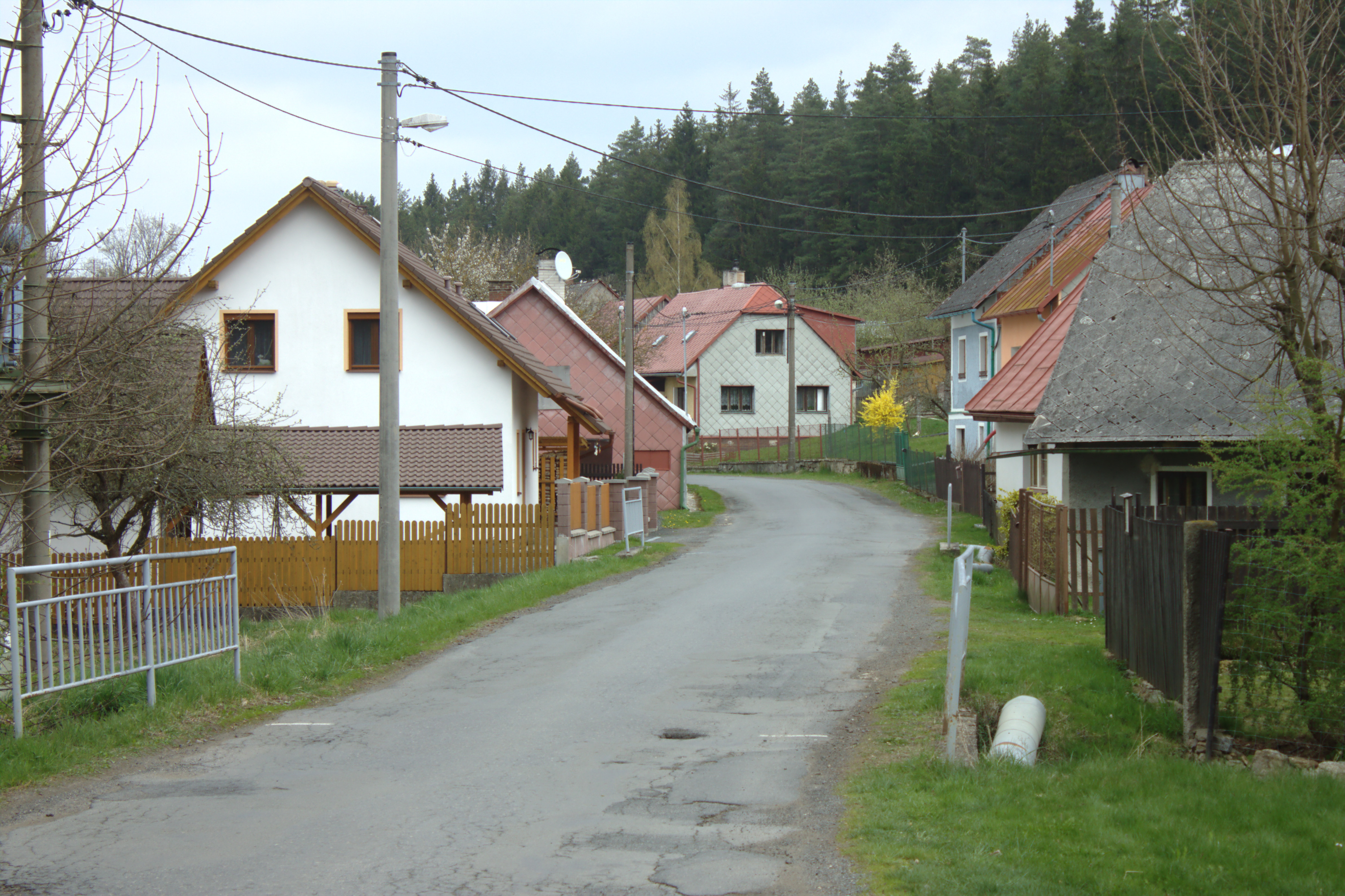
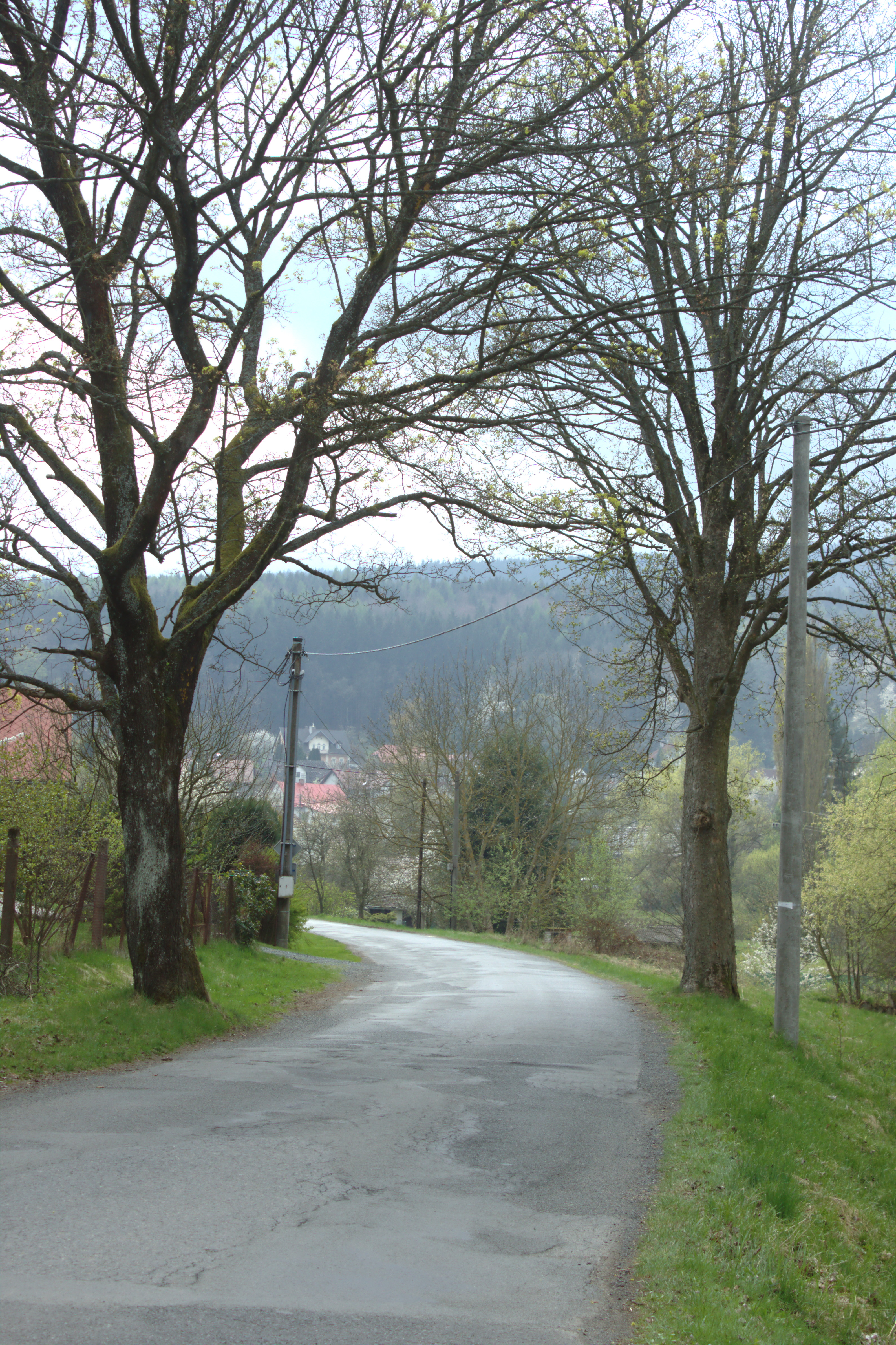
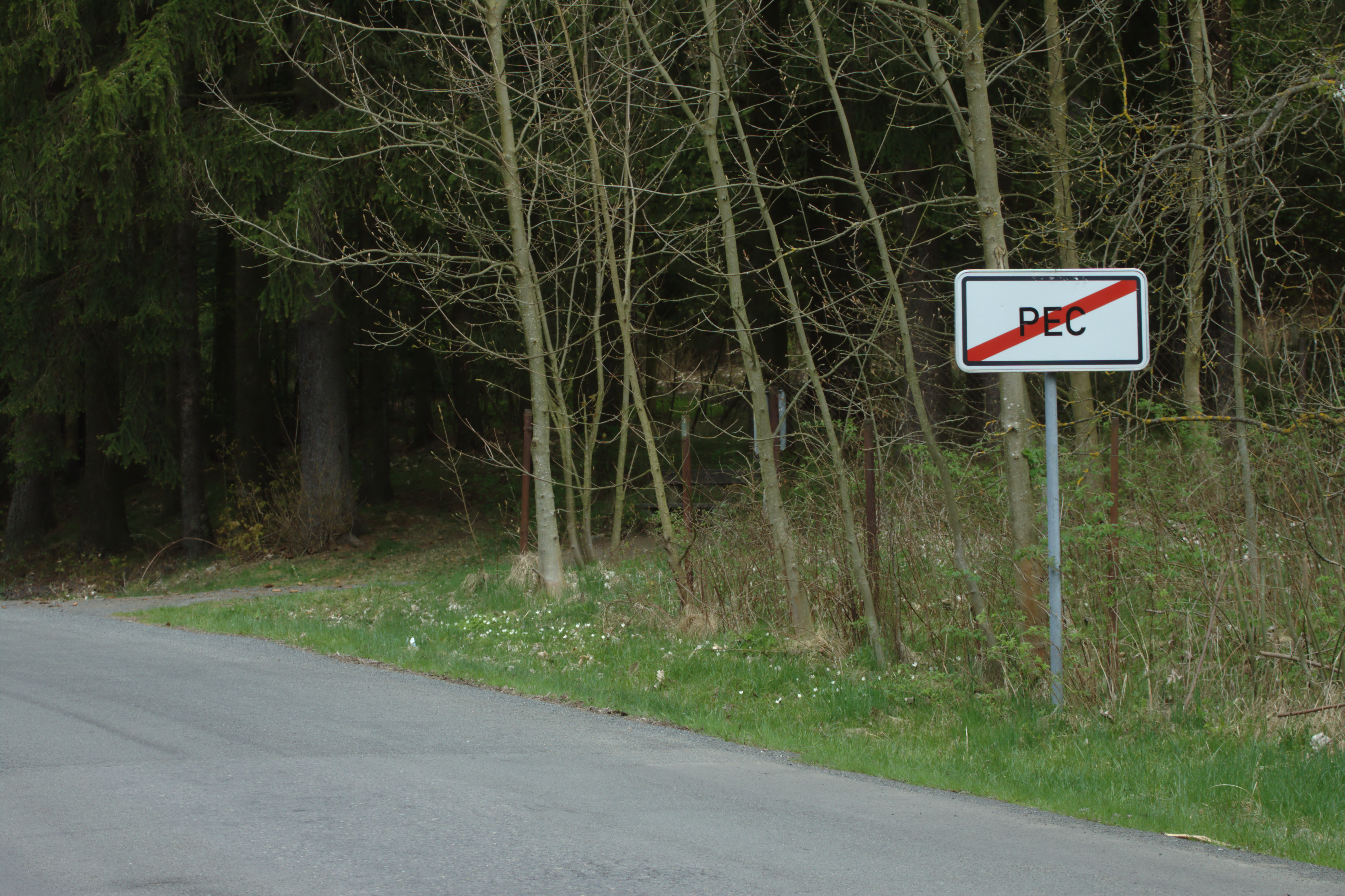